# کاسانووا لرونه
کاسانووا لرونه (به ایتالیایی: Casanova Lerrone) یک کومونه در ایتالیا است که در استان ساونا واقع شده‌است.

## خصوصیات
کاسانووا لرونه ۲۴٫۳ کیلومترمربع مساحت و ۷۷۲ نفر جمعیت دارد.